# Арклоу

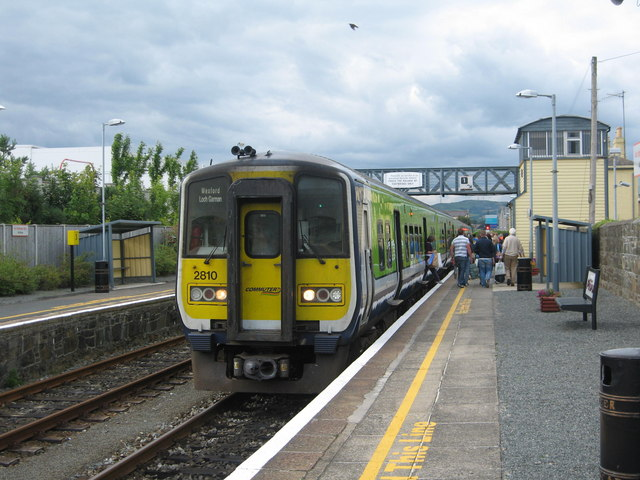
Поезд на станции Арклоу

Арклоу (англ. Arklow; ирл. An tInbhear Mór (Ан-тИнвяр-Мор), «большое устье») — (малый) город в Ирландии, находится в графстве Уиклоу (провинция Ленстер).
Местная железнодорожная станция была открыта 16 ноября 1863 года.

## Демография
Население — 11 759 человек (по переписи 2006 года). В 2002 году население составляло 9993 человек. При этом, население внутри городской черты (legal area) было 11 712, население пригородов (environs) — 47. Арклоу — третий по размерам город в графстве.
Данные переписи 2006 года:
| Общие демографические показатели |               |                               |                               |      |      |
| Всё население                    | Всё население | Изменения населения 2002—2006 | Изменения населения 2002—2006 | 2006 | 2006 |
| 2002                             | 2006          | чел.                          | %                             | муж. | жен. |
| 9993                             | 11 759        | 1766                          | 17,7                          | 5822 | 5937 |

В нижеприводимых таблицах сумма всех ответов (столбец «сумма»), как правило, меньше общего населения населённого пункта (столбец «2006»).
| Религия (Тема 2 — 5 : Число людей по религиям, 2006) |             |                |             |            |        |        |
| Католики, чел.                                       | Католики, % | Другая религия | Без религии | не указано | сумма  | 2006   |
| 10 243                                               | 87,5        | 806            | 454         | 209        | 11 712 | 11 759 |

| Этно-расовый состав (Этничность. Тема 2 — 3 : Постоянное население по этническому или культурному происхождению, 2006) |            |              |       |        |        |            |        |        |
| Белые ирландцы | Лухт-шулта | Другие белые | Негры | Азиаты | Другие | Не указано | сумма  | 2006   |
| 10 097 | 16         | 952          | 50    | 87     | 119    | 212        | 11 533 | 11 759 |
| Доля от всех отвечавших на вопрос, %                                                                                   |            |              |       |        |        |            |        |        |
| 87,5 | 0,1        | 8,3          | 0,4   | 0,8    | 1,0    | 1,8        | 100    | 98,11  |

1 — доля отвечавших на вопрос о языке от всего населения.
| Владение ирландским языком (Тема 3 — 1 : Число людей от 3 лет и старше по способности говорить по-ирландски, 2006) |      |            |        |        |
| Владеете ли Вы ирландским языком?                                                                                  |      |            |        |        |
| Да | Нет  | Не указано | сумма  | 2006   |
| 3887 | 6912 | 296        | 11 095 | 11 759 |
| Доля от всех отвечавших на вопрос о языке, %                                                                       |      |            |        |        |
| 35,0 | 62,3 | 2,7        | 100    | 94,41  |

1 — доля отвечавших на вопрос о языке от всего населения.
| Использование ирландского языка (Тема 3 — 2 : Говорящие по-ирландски от 3 лет и старше по частоте использования ирландского языка, 2006) |                                                            |                                               |                                               |                                               |                                               |                                               |       |                                     |        |
| Как часто и где Вы говорите по-ирландски?                                                                                                |                                                            |                                               |                                               |                                               |                                               |                                               |       |                                     |        |
| ежедневно, только в образовательных учреждениях                                                                                          | ежедневно, как в образовательных учреждениях, так и вне их | в других местах (вне образовательной системы) | в других местах (вне образовательной системы) | в других местах (вне образовательной системы) | в других местах (вне образовательной системы) | в других местах (вне образовательной системы) | сумма | всего, отвечавших на вопрос о языке | 2006   |
| ежедневно, только в образовательных учреждениях                                                                                          | ежедневно, как в образовательных учреждениях, так и вне их | ежедневно                                     | каждую неделю                                 | реже                                          | никогда                                       | не указано                                    | сумма | всего, отвечавших на вопрос о языке | 2006   |
| 1167 | 68                                                         | 58                                            | 196                                           | 1291                                          | 1040                                          | 67                                            | 3887  | 11 095                              | 11 759 |
| Доля от всех отвечавших на вопрос о языке, %                                                                                             |                                                            |                                               |                                               |                                               |                                               |                                               |       |                                     |        |
| 10,5 | 0,6                                                        | 0,5                                           | 1,8                                           | 11,6                                          | 9,4                                           | 0,6                                           | 35,0  | 100                                 |        |

| Типы частных жилищ (Тема 6 — 1(a) : Число частных домовладений по типу размещения, 2006) |          |         |                 |            |       |        |
| Отдельный дом                                                                            | Квартира | Комната | Переносные дома | не указано | сумма | 2006   |
| 3791                                                                                     | 318      | 20      | 6               | 116        | 4251  | 11 759 |

## История
Именно в Арклоу около 430 года высадился первый христианский миссионер Ирландии Палладий, здесь же чуть позже в Ирландии высадится и святой Патрик. Позже после набегов викингов и их укрепления в Дублине Арклоу становится их значительной базой на побережье. Далее последовало англо-норманнское завоевание Ирландии, и Генрих II включил Арклоу в собственное владение, однако уже его сын король Иоанн Безземельный даровал его Теобальду Фитцуолтеру, старшему лорду Ирландии. В 1399 году в городе проходили переговоры между Артом Огом мак Мурхада Каомханахом и представителями короля Ричарда II. Во время войны 1641 года жители Уиклоу захватили и укрепились в замке Арклоу, который в 1649 году Кромвель вернул под владение англичан. В 1798 году в городе прошла жестокая битва между ирландскими повстанцами и британскими войсками под командованием Нидхэма, в которой повстанцы потерпели поражение.